# 輸籍定樣
隋朝的一種戶籍制度。為杜絕奸巧的不實戶口，要求堂兄弟以外的親屬間，要另立戶口，不得合籍隱冒，以利隋朝政府有效掌握全國人口。

## 歷史淵源

### 山東尚承齊俗，機巧姦偽，避役惰遊者十六七。四方疲人，或詐老詐小，規免租賦。[1]
隋代初年，社會並不安定。隋朝雖結束了魏晉南北朝分裂的局面，讓全國歸於統一，但連年的戰亂，使大批的人口死於征戰之中，人口大量銳減。
民不聊生的情形下，許多人流離失所成為流民，甚至有人為避亂世而遁入空門成僧侶，亦有ㄧ人依附豪門之下，謀求生存。
但這一些為生存隱蔽於他人戶口之下的百姓，嚴重影響封建國家的財政收入，也影響政權，所以隋朝政府除了藉由均田制裡面授還田等法規，介入農民生產活動，使農民願脫離豪族，成國家編戶外，也用輕稅政策留住農民，同時也在基層的戶籍檢查上，下了很大功夫。

## 施行方式

### 正長遠配，而又開相糾之科。大功已下，兼令析籍，各為戶頭，以防容隱。[2]
實行於公元585年，為防止人口不實。
1. 析籍→親屬間不可至於同戶下，並須另立戶口。
2. 定樣→中央藉由此整頓後的人口，統一實施賦稅徵收的標準。

輸籍法規定每年正月五日，縣令出去查訪，居民必須以就近的五黨(一檔為一百家)或三黨組成一團，根據中央規定，決定戶等上下關係，重新審定納稅額，寫成定籍。

## 成效
防止隱瞞戶口和歲數，找出所有隱匿的人口，加入政府的編戶中，也使徵稅更加有效率。
但江東士族、豪強藏匿戶口，以為私附的情形仍嚴重，國家勢力要貫徹到江南仍須努力。